# Латакія (аеропорт)
Міжнародний аеропорт імені Басіля аль-Ассада (араб. مطار باسل الأسد الدولي; код IATA: LTK, код ICAO: OSLK) — аеропорт, що знаходиться в 25 км від головного портового міста Сирії — Латакії. Названий на честь Басіля аль-Асада (1962–1994), сина колишнього Президента Сирії Хафез аль-Асада та брата Башара аль-Асада.
Створена в аеропорті восени 2015 року російська військова база в російських ЗМІ отримала назву «Хмеймім» (рос. Хмеймим, англ. Khmeimim).

## Російська інтервенція

### Військова база «Хмеймім»
У вересні 2015 року в ЗМІ стала з'являтись інформація про підготовку злітно-посадкових смуг та інфраструктури аеропорту для використання його як військової бази для російської авіації . В аеропорт неодноразово здійснювали рейси транспортні літаки Іл-76 та Ан-124 «Руслан» МНС та ЗС Росії. На супутникових знімках за 20 вересня 2015 року на злітно-посадковій смузі аеропорту було помітно:
- багатоцільових винищувачів Су-30: 4 літаки,
- бомбардувальників Су-24: 4 літаки,
- штурмовиків Су-25: 12 літаків,
- гелікоптерів підтримки піхоти Мі-24: 7 гелікоптерів.

Також в аеропорті було помічено не менше 2-х гелікоптерів Мі-17.
Наприкінці вересня на базі з'явилось іще 6 фронтових бомбардувальників Су-34.
Охорону бази забезпечували не менше 7 танків Т-90, невизначена кількість БТР-80, артилерія, кілька систем ППО Панцир-С1, Тор-М2, та систем РЕБ Красуха-4.
Також в Сирії був помічений щонайменше один розвідувальний літак Іл-20. Місце його базування невідоме.
30 вересня 2015 року Рада Федерації дала згоду Путіну на використання ЗС РФ закордоном, зокрема в Сирії. При цьому йшлося лише про застосування військово-повітряних сил для надання підтримки сухопутним військам Башара Ассада з повітря.
На супутникових знімках другої половини жовтня, на базі були зафіксовані 12 літаків Су-25, аналогічна кількість Су-24, 16 гелікоптерів Мі-35, невелика кількість Су-30 та Су-34 а також інтенсивна діяльність з перекидання вантажів транспортними літаками Ан-124 та Іл-76.

### Протиповітряна оборона

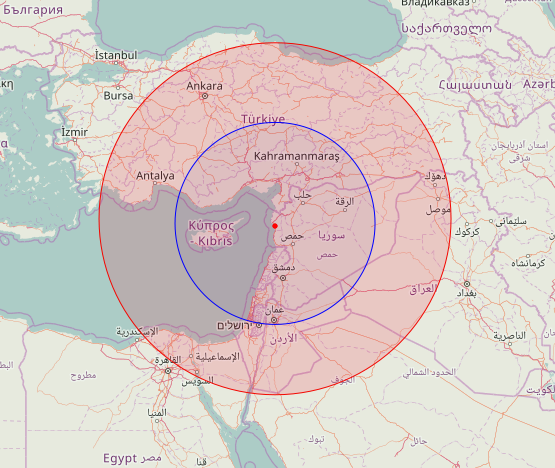
Зона ураження балістичними ракетами з комплексу Іскандер-М (до 700 км, червоний) та ракетами 40Н6 комплексу С-400 (до 400 км, синій) розгорнутими на авіабазі Хмеймім

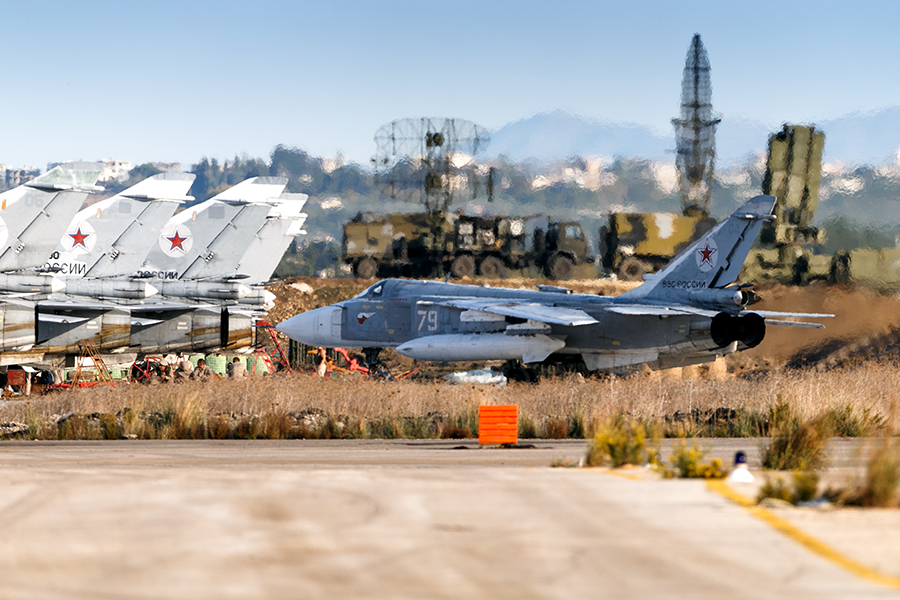
РЛС всевисотного виявлення 96Л6 комплексу С-400 «Тріумф» на задньому плані (крайній з права) на авіабазі Хмеймім

На поширених на початку листопада 2015 року російським міністерством оборони фото знімках був помічений радар 96Л6. Радари цієї моделі входять до складу комплексу С-400 «Тріумф», також можуть бути використані в системах С-300ПМ/ПМУ/ПМУ1 та С-300ПМУ2.
Після збиття російського Су-24, 25 листопада 2015 року російське міністерство оборони заявило, що на базу «Хмеймім» невдовзі буде поставлено комплекси ППО С-400 «Тріумф» та С-300. Того ж дня, тобто вже через добу після збиття Су-24, міністр оборони Росії Сергій Шойгу повідомив про розгортання комплексу С-400 в Латакії. На підтвердження розгортання комплексу С-400 російське міністерство оборони поширило відео та фотографії з яких випливало, що в Сирії розгорнута нетипова модифікація системи на шасі МАЗ-543М.
Теоретично, встановлений на базі комплекс С-400 здатен вражати цілі над більшою частиною Сирії, півднем Туреччини, східною частиною Середземного моря, більшою частиною Ізраїля, британською авіабазою Акротирі на Кіпрі.
В серпні 2017 року інформаційне агентство ТАСС повідомило слова заступника командувача повітряно-космічними силами Росії Сергія Мещерякова, що навколо авіабази «Хмеймім» була створена багатошарова система протиповітряної оборони, що складається з систем С-400 та С-200ВЕ для оборони на віддалених відстанях, С-300ПМ2 та Бук-М2Е для середніх відстаней, Оса-АКМ та С-125 Печора-2М для менших і, нарешті, Панцир-С1 для захисту авіабази та комплексів С-400 на ближніх відстанях.

### Авіаційна група
На початку вересня на базі знаходились:
- багатоцільових винищувачів Су-30: 4 літаки,
- бомбардувальників Су-24: 4 літаки,
- штурмовиків Су-25: 12 літаків,
- гелікоптерів підтримки піхоти Мі-24: 7 гелікоптерів.

Наприкінці вересня на базі з'явилось іще 6 фронтових бомбардувальників Су-34
На початку грудня на базі перебувало (окрім гелікоптерів):
- багатоцільових винищувачів Су-30: 4 літаки,
- бомбардувальників Су-24: 11 літаків,
- штурмовиків Су-25: 12 літаків,
- фронтових бомбардувальників Су-34: 8 літаків
- гелікоптерів підтримки піхоти Мі-24: 7 гелікоптерів. Однак, деякі з них можуть бути Мі-35М[23].

На початку 2016 року в ЗМІ були поширені чутки про намір відправити до Сирії гелікоптери Ка-52 з системою радіоелектронної протидії «Вітебськ», а 17 березня 2016 року вертольоти Мі-28Н та Ка-52 були помічені в репортажі з військової бази. Кількість перекинутих до Сирії гелікоптерів не повідомляли, частина з них потім була перекинута до військової бази Шайрат. Станом на 31 березня супутникові знімки зафіксували перекидання щонайменше 4-х Ка-52 та 3-х Мі-28Н на військову базу Шайрат.
Наприкінці січня 2016 року, після чергового порушення російським військовим літаком, бомбардувальником Су-34, повітряного простору Туреччини, до Сирії було перекинуто 4 винищувача Су-35С.
В середині лютого 2016 на базу було перекинуто найновіший в Росії літак комплексної розвідки Ту-214Р. Літак комплексної оптико-електронної розвідки був створений в кінці 2000-их років, всього побудовано дві одиниці.
14 березня 2016 року Володимир Путін проголосив «виведення» основної частини контингенту з Сирії. Підтверджено було виведення лише 12 Су-25 до 20 березня. Російські ЗМІ повідомляли іще про виведення трьох Су-24М та трьох Су-34. Проте виведення штурмовиків Су-25 було компенсоване перекиданням гелікоптерів Мі-28Н та Ка-52.
У поширеному 27 березня 2016 року репортажі телеканалу «Звєзда» неподалік злітно-посадкової смуги була помічена пускова установка комплексу Іскандер-М. Цей комплекс також можна помітити на тому самому місці на супутникових знімках Airbus Defense зроблених 20 березня.
16 квітня 2016 року на супутникових знімках були помічені позначки у вигляді хрестів (Х) з обох боків західної злітно-посадкової смуги, що може свідчити про її закриття через істотне зношення. Можна припустити, що зношеність однієї із злітно-посадкових смуг стало додатковим чинником для заміни частини літаків на гелікоптери під прикриттям проголошеного 14 березня «виведення» військ.
Злітно-посадкова смуга зазнала великого навантаження після початку російської військової інтервенції у вересні 2015 року. Нею користувались транспортні літаки Ан-124 «Руслан» (з максимальною злітною масою 400 т), бомбардувальники, винищувачі, штурмовики, тощо. Погіршило ситуацію те, що на почадку інтервенції східна смуга служила для розташування літаків, оскільки апрони іще не були готові.
Станом на середину квітня 2016 року на базі залишались щонайменше:
- 11 × Су-24М,
- 5 × Су-34,
- 4 × Су-30СМ та
- 4 × Су-35.

21 лютого 2018 року в Інтернеті з'явилось відео, на якому начебто було зафіксовано захід на посадку пари Су-57. Попри те, що відео вдалось прив'язати до місцевості, остаточного підтвердження перекидання цих літаків (разом із чотирма Су-35, чотирма Су-25 та літака ДРЛС А-50У) знайти не вдалось. Імовірно авіаційна група була підсилена для участі в боях за Східну Гуту.

### Інциденти
- 10 жовтня 2017 року при здійсненні розгону на зліт з аеродрому Хмеймім (Сирія) для виконання бойового завдання викотився за межі злітно-посадкової смуги і розбився літак Су-24. Екіпаж літака (2 чоловіки) не встиг катапультуватися і загинув[32].
- 31 грудня 2017 року база зазнала атаки. 3 січня російське видання «КоммерсантЪ» з посиланням на власні джерела, повідомило про інцидент, що стався на базі 31 грудня: авіабазу «Хмеймім» було обстріляно з мінометів. У результаті обстрілу знищено, щонайменше, 7 літаків: чотири фронтові бомбардувальники Су-24, два багатоцільові винищувачі Су-35С і військово-транспортний літак Ан-72. Більше десяти військовослужбовців було поранено. 4 січня Міністерство оборони РФ змушене було визнати факт мінометного обстрілу, але заявило про смерть двох російських військовослужбовців, і заперечило інформацію про знищення літаків ПКС Росії[33].
- Вночі 6 лютого 2018 року база зазнала атаки з повітря. За даними російського міністерства оборони база була атакована роєм із кустарно зібраних БПЛА. Всього за даними міністерства в атаці брало участь 13 БПЛА кожен ніс 10 боєприпасів вагою близько 0,4 кг кожен з готовими осколковими елементами. 10 дронів були направлені на авіабазу, інші 3 на військово-морську базу в Тартусі. За словами російського міністерства в боєприпасах була використана вибухова речовина ТЕН (пентаерітриту тетранітрат; також відомий як ериніт, нітропентон) яку міг виготовити український хімічний завод (попри те, що дану речовину виготовляють й інші заводи і вона доступна на чорному ринку)[34][35][36].
- 6 березня 2018 року при заході на посадку (за 500 м до посадкової смуги) розбився російський Ан-26 (бортовий номер 52, входив до складу 33-го окремого транспортного змішаного авіаполку (аеродром Левашово) 6-ї Ленінградської Червонопрапорної армії ВПС і ППО Західного воєнного округу[37]. Загинули всі 39 осіб, що перебували на борту (спершу була названа цифра 32 загиблих)[38]. Наземні спостерігачі жодних ознак атаки не помітили, серед названих версій події були названі технічні несправності[39].  Серед пасажирів літака було 26 офіцерів та генерал-майор Володимир Єремеєв (рос. Владимир Еремеев)[40].